# Jošiwara

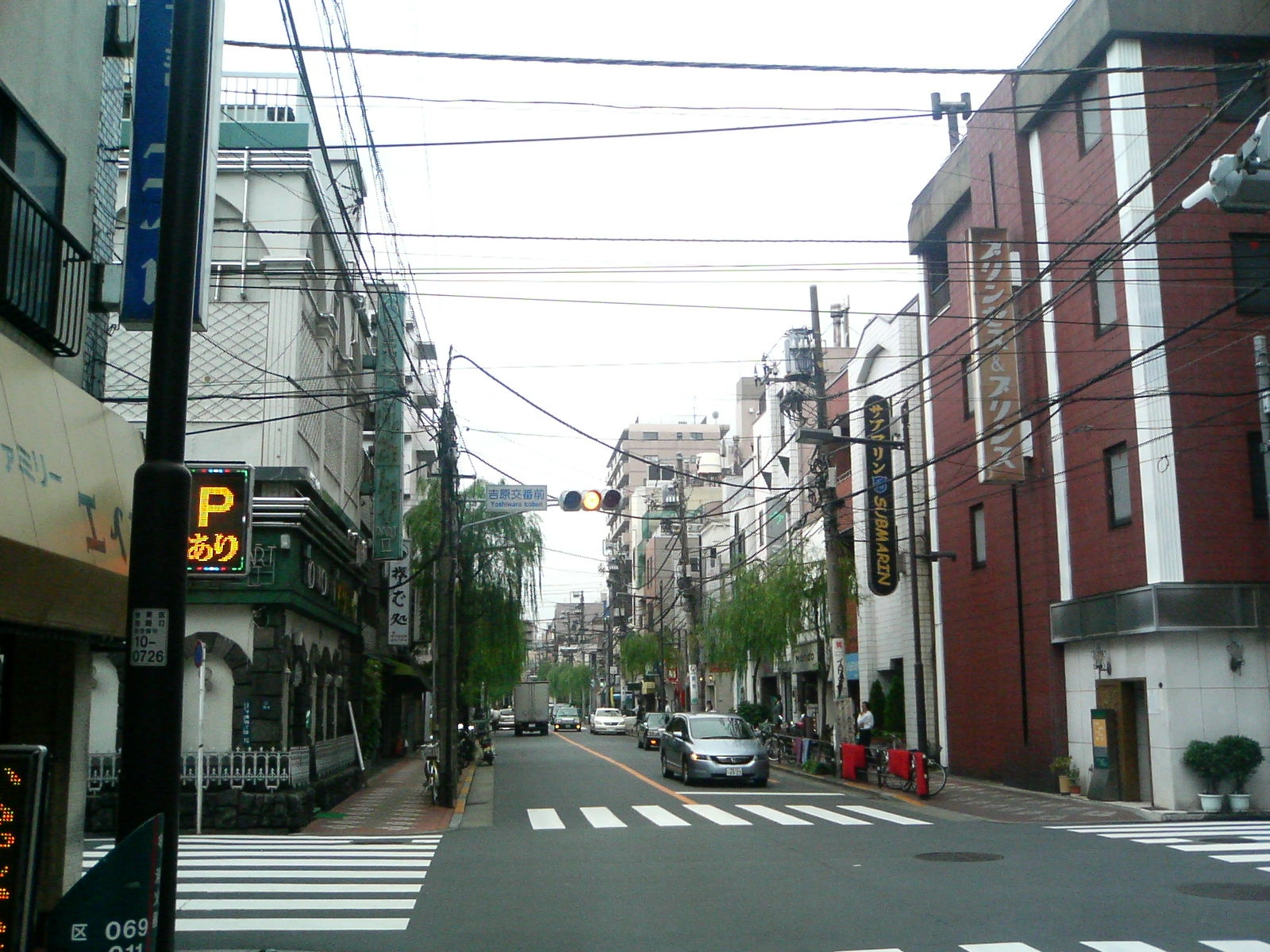
Ulice v Jošiwaře, rok 2006

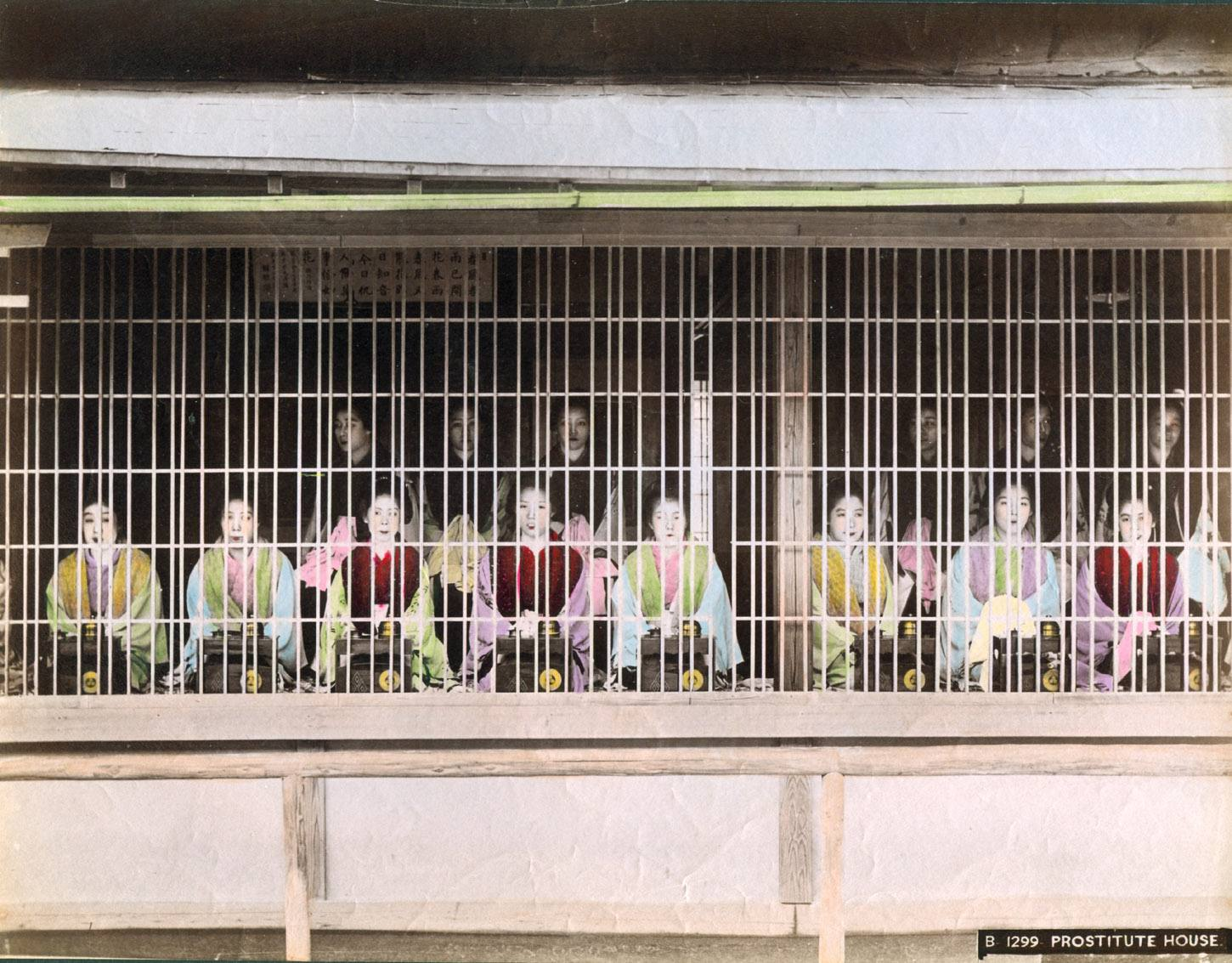
Historický snímek nabízejících se jošiwarských prostitutek

Jošiwara (japonsky: 吉原) je čtvrť na severozápadě japonského hlavního města Tokio, v obvodu Taitó. Je známá jako tradiční středisko japonské prostituce.

## Historie
V roce 1617 rozhodl Hidetada Tokugawa o vytvoření zvláštních okrsků nazvaných jukaku jako jediných míst, kde bylo povoleno provozování nevěstinců. V dnešním Tokiu byla původně zvolena lokalita Jošiwara ve čtvrti Nihonbaši, po katastrofálním požáru v roce 1657 byla tato zařízení přesunuta na současné místo, které převzalo tradiční název. Počet místních prostitutek dosahoval až tří tisíc. Dívky byly obvykle už v dětství nakupovány od rodičů; smlouva byla obvykle na pět let, ale nákladný život spojený s poskytováním sexuálních služeb vedl k jejich zadlužování a tedy nemožnosti opustit tento způsob života. Vedle obyčejných prostitutek byly v Jošiwaře také elitní oiran a gejši, vydržované bohatými prominenty. K životu Jošiwary patřily také obchody s módním oblečením, divadla kabuki a malíři tvořící žánrové obrazy ve stylu ukijo-e.
Při ničivém zemětřesení v roce 1923 Jošiwara opět vyhořela a všechny dívky přišly o život. Podle líčení Eliášové byly dívky údajně puštěny z nevěstinců až v poslední chvíli, kdy již nebylo úniku z plamenů, pročež nešťastnice naskákaly do jezírka v Asakuse, kde utonuly, případně se zadusily kouřem. Hromady dívčích mrtvol byly potom na nákladních vozech odvezeny na Honžo, kde je spalovali.

## Současnost
V roce 1956 byl v Japonsku přijat zákon zakazující prostituci. To vedlo k úpadku Jošiwary, která se stala spíše turistickou atrakcí. Dosud zde však existuje řada pololegálních masážních salónů zvaných soaplands.

## V kultuře
Život v Jošiwaře realisticky popisovala japonská spisovatelka Higuči Ičijó (česky vyšel výbor z jejího díla pod názvem Zápolení). Francouzský režisér Max Ophüls natočil v roce 1937 romantický hraný film Jošiwara. MUDr. Hynek Záruba vydal knihu Jošiwara, japonské město milování.